# Ahrweiler
Ahrweiler là một huyện ở phía bắc của Rheinland-Pfalz, Đức. Huyện này giáp các đơn vị (từ phía bắc theo chiều kim đồng hồ): các huyện Euskirchen, Rhein-Sieg và thành phố Bonn ở bang North Rhine-Westphalia, và các huyện Neuwied, Mayen-Koblenz và Vulkaneifel.

## Lịch sử
Khu vực này bị xâm chiếm bở người La Mã dưới thời Julius Caesar khoảng năm 50 trước Công nguyên. Vài trăm năm sau, pháo đài Rigomagus được thiết lập, sau này trở thành thành phố Remagen. Vinxtbach, một con rạch hẹp là sông nhánh của sông Rhine, đã được xác định làm đường biên giới giữa các tỉnh thuộc La Mã Germania superior và Germania inferior.
Nhiều thị xã đã được đề cập lần đầu vào thế kỷ 9, trong đó có Ahrweiler và Sinzig. Năm 1180, Hoàng đế Đế quốc La Mã Thần thánh Barbarossa đã chọn Sinzig làm nơi gặp các công sứ của Pháp và Flanders. Một nơi khác quan trọng là tu viện Maria Laach bên Laacher See, một hồ ở phía đông nam của huyện.
Trong những năm đầu của Đế quốc La Mã Thần thánh, có một lãnh địa bá tước Ahr, nhưng lãnh địa này đã bị thôn tín bởi giám mục Cologne năm 1246. Sau đó, Remagen đã trở thành thị xã quan trọng nhất vùng.
Các huyện Ahrweiler và Adenau đã được lập năm 1816, ngay sau khi Phổ chiếm được Rhineland. Huyện Adenau được sáp nhập với Ahrweiler vào năm 1932.
Trận cầu sông Rhine Remagen vào năm 1945 là một sự kiện nổi tiếng của lịch sử địa phương, nhờ bộ phim Mỹ The Bridge at Remagen (1969).

## Địa lý
Sông Rhine tạo thành biên giới phía đông huyện. Sông Ahr, một nhánh sông Rhine, chảy vào huyện ở đông nam và chảy theo hướng đông bắc đến sông Rhine bên trong ranh giới huyện.
Ahrweiler tọa lạc ở phần cực bắc của dãy núi Eifel. Phần dãy núi về phía bắc của sông Ahr có tên là Ahrberge; chúng ít cao hơn Hohe Eifel ("Eifel Cao") ở phía nam huyện.
Rừng ở Eifel là kết quả của việc trồng rừng vào thế kỷ 19. Khu vực rừng này là nơi sinh sống của các loại động vật hiếm.
Ahrweiler cũng có các khu vực vườn cây ăn quả và vườn nho. Hạ lưu sông Ahr là một trong vùng rượu vang cự bắc của Đức, nổi tiếng với rượu vang đỏ từ Pinot noir (Spätburgunder).
Nürburgring, một vòng đua Công thức 1 nổi tiếng, tọa lạc ở huyện này.

## Huy hiệu
| Coat of arms | Huy hiệu được ban năm 1927. Huy hiệu hồm: - trên bên trái: chữ thập của Köln - trên bên phải: đại bàng của lãnh địa Ahr - dưới bên trái: sư tử của Berg - dưới bên phải: huy hiệu cũ của tỉnh Phổ Rhine |

## Thị xã và đô thị
| Thị xã                                                                         | Verbandsgemeinden | |
| ------------------------------------------------------------------------------ | --- | --- |
| 1. Bad Neuenahr-Ahrweiler 2. Remagen 3. Sinzig Free municipality 1. Grafschaft | - 1. Adenau 1. Adenau1, 2 2. Antweiler 3. Aremberg 4. Barweiler 5. Bauler 6. Dankerath 7. Dorsel 8. Dümpelfeld 9. Eichenbach 10. Fuchshofen 11. Harscheid 12. Herschbroich 13. Hoffeld 14. Honerath 15. Hümmel 16. Insul 17. Kaltenborn 18. Kottenborn 19. Leimbach 20. Meuspath 21. Müllenbach 22. Müsch 23. Nürburg 24. Ohlenhard 25. Pomster 26. Quiddelbach 27. Reifferscheid 28. Rodder 29. Schuld 30. Senscheid 31. Sierscheid 32. Trierscheid 33. Wershofen 34. Wiesemscheid 35. Wimbach 36. Winnerath 37. Wirft | - 2. Altenahr 1. Ahrbrück 2. Altenahr1 3. Berg 4. Dernau 5. Heckenbach 6. Hönningen 7. Kalenborn 8. Kesseling 9. Kirchsahr 10. Lind 11. Mayschoß 12. Rech - 3. Bad Breisig 1. Bad Breisig1, 2 2. Brohl-Lützing 3. Gönnersdorf 4. Waldorf - 4. Brohltal 1. Brenk 2. Burgbrohl 3. Dedenbach 4. Galenberg 5. Glees 6. Hohenleimbach 7. Kempenich 8. Königsfeld 9. Niederdürenbach 10. Niederzissen1 11. Oberdürenbach 12. Oberzissen 13. Schalkenbach 14. Spessart 15. Wassenach 16. Wehr 17. Weibern |
| 1thủ phủ của Verbandsgemeinde; 2thị xã                                         | | |